# Eccellenza Lombardia 1992-1993
Il campionato italiano di calcio di Eccellenza regionale 1992-1993 è stato il secondo organizzato in Italia. Rappresenta il sesto livello del calcio italiano.
Questo è il campionato regionale della regione Lombardia organizzato dal Comitato Regionale Lombardia, ma fino alla stagione 1994-1995 la provincia di Piacenza è stata di competenza del Comitato Regionale Lombardia così come la provincia di Mantova è stata gestita dal Comitato Regionale Emilia-Romagna.

## Girone A

### Squadre partecipanti
| Club                         | Città                   |
| ---------------------------- | ----------------------- |
| A.C. Besana                  | Besana in Brianza (MI)  |
| U.S. Caronnese               | Caronno Pertusella (VA) |
| G.S. Castanese B.P.M.        | Castano Primo (MI)      |
| A.C. Cesano Boscone          | Cesano Boscone (MI)     |
| U.S. Cistellum               | Cislago (VA)            |
| F.B.C. Corbetta              | Corbetta (MI)           |
| Erbese Calcio                | Erba (CO)               |
| A.C. Magenta                 | Magenta (MI)            |
| U.S. Mozzatese Calcio        | Mozzate (CO)            |
| A.C. Muggiò                  | Muggiò (MI)             |
| U.S. Nervianese              | Nerviano (MI)           |
| A.C. Parabiago               | Parabiago (MI)          |
| A.C. Pro Patria et Libertate | Busto Arsizio (VA)      |
| A.S. Real Cesate             | Cesate (MI)             |
| F.C. Travedona               | Travedona Monate (VA)   |
| U.S. Virtus Binasco          | Binasco (MI)            |

### Classifica finale
|  | Pos. | Squadra          | Pt | G  | V  | N  | P  | GF | GS | DR  |
|  | ---- | ---------------- | -- | -- | -- | -- | -- | -- | -- | --- |
|  | 1.   | Real Cesate      | 47 | 30 | 19 | 9  | 2  | 47 | 8  | +39 |
|  | 2.   | Corbetta         | 46 | 30 | 19 | 8  | 3  | 54 | 18 | +26 |
|  | 3.   | Cesano Boscone   | 35 | 30 | 9  | 17 | 4  | 26 | 19 | +7  |
|  | 4.   | Erbese           | 34 | 30 | 11 | 12 | 7  | 27 | 20 | +7  |
|  | 5.   | Mozzatese        | 33 | 30 | 12 | 9  | 9  | 37 | 29 | +8  |
|  | 5.   | Pro Patria       | 33 | 30 | 9  | 15 | 6  | 37 | 37 | 0   |
|  | 7.   | Besana           | 30 | 30 | 8  | 14 | 8  | 26 | 29 | -3  |
|  | 7.   | Virtus Binasco   | 30 | 30 | 8  | 14 | 8  | 30 | 29 | +1  |
|  | 9.   | Travedona        | 29 | 30 | 10 | 9  | 11 | 27 | 36 | -9  |
|  | 9.   | Castanese B.P.M. | 29 | 30 | 9  | 11 | 10 | 34 | 37 | -3  |
|  | 11.  | Caronnese        | 28 | 30 | 8  | 12 | 10 | 25 | 32 | -7  |
|  | 12.  | Muggiò           | 27 | 30 | 8  | 11 | 11 | 27 | 28 | -1  |
|  | 12.  | Magenta          | 27 | 30 | 7  | 13 | 10 | 27 | 21 | +6  |
|  | 14.  | Cistellum        | 24 | 30 | 7  | 10 | 13 | 29 | 38 | -9  |
|  | 15.  | Nerviano         | 19 | 30 | 3  | 13 | 14 | 23 | 45 | -22 |
|  | 16.  | Parabiago        | 9  | 30 | 2  | 5  | 23 | 12 | 72 | -60 |

Legenda:

      Promosso al Campionato Nazionale Dilettanti 1993-1994.
      Retrocesso in Promozione Lombardia 1993-1994.
Note:

Due punti a vittoria, uno a pareggio, zero a sconfitta.

## Girone B

### Squadre partecipanti
| Club                             | Città                    |
| -------------------------------- | ------------------------ |
| F.C. Alzano                      | Alzano Lombardo (BG)     |
| U.S. Brembillese                 | Brembilla (BG)           |
| U.S. Breno                       | Breno (BS)               |
| A.C. Calolziocorte               | Calolziocorte (LC)       |
| F.B.C. Chiari                    | Chiari (BS)              |
| A.C. Clusone                     | Clusone (BG)             |
| G.S. Galbiatese                  | Galbiate (LC)            |
| S.S. Luciano Manara              | Barzanò (LC)             |
| A.C. Montichiari                 | Montichiari (BS)         |
| Calc. Romanese                   | Romano di Lombardia (BG) |
| U.S. Sebinia Pianico Alto Sebino | Pianico (BS)             |
| U.S. Stezzanese Calcio           | Stezzano (BG)            |
| C.S. Trevigliese                 | Treviglio (BG)           |
| S.S. Tritium 1908                | Trezzo sull'Adda (MI)    |
| A.C. Verdello                    | Verdello (BG)            |
| A.C. Virtus Gazzaniga            | Gazzaniga (BG)           |

### Classifica finale
|  | Pos. | Squadra                 | Pt      | G  | V  | N  | P  | GF | GS | DR  |
|  | ---- | ----------------------- | ------- | -- | -- | -- | -- | -- | -- | --- |
|  | 1.   | Chiari                  | 40      | 28 | 16 | 8  | 4  | 49 | 17 | +32 |
|  | 2.   | Clusone                 | 37      | 28 | 13 | 11 | 4  | 31 | 18 | +13 |
|  | 3.   | Alzano                  | 34      | 28 | 10 | 14 | 4  | 35 | 20 | +15 |
|  | 3.   | Tritium                 | 34      | 28 | 11 | 12 | 5  | 19 | 15 | +4  |
|  | 5.   | Montichiari             | 33      | 28 | 13 | 7  | 8  | 38 | 27 | +11 |
|  | 6.   | Verdello                | 32      | 28 | 11 | 10 | 7  | 29 | 24 | +5  |
|  | 7.   | Trevigliese             | 30      | 28 | 8  | 14 | 6  | 21 | 19 | +2  |
|  | 8.   | Breno                   | 27      | 28 | 9  | 9  | 10 | 26 | 39 | -13 |
|  | 9.   | Brembillese             | 26      | 28 | 7  | 12 | 9  | 26 | 27 | -1  |
|  | 9.   | Calolziocorte           | 26      | 28 | 7  | 12 | 9  | 26 | 32 | -6  |
|  | 11.  | Romanese                | 25      | 28 | 7  | 11 | 10 | 17 | 21 | -4  |
|  | 11.  | Stezzanese              | 25      | 28 | 7  | 11 | 10 | 26 | 26 | 0   |
|  | 13.  | Sebinia Pianico Alto S. | 19      | 28 | 5  | 9  | 14 | 23 | 39 | -16 |
|  | 14.  | Luciano Manara          | 16      | 28 | 7  | 4  | 17 | 26 | 41 | -15 |
|  | 15.  | Galbiatese              | 14      | 28 | 2  | 10 | 16 | 18 | 45 | -27 |
|  | ---  | Virtus Gazzaniga        | escluso | -- | -- | -- | -- | -- | -- |     |

Legenda:

      Promosso al Campionato Nazionale Dilettanti 1993-1994.
      Retrocesso in Promozione Lombardia 1993-1994.
Note:

Due punti a vittoria, uno a pareggio, zero a sconfitta.
Virtus Gazzaniga escluso dal campionato dopo 4 rinunce consecutive.

## Girone C

### Squadre partecipanti
| Club                        | Città                        |
| --------------------------- | ---------------------------- |
| A.C. Bressana               | Bressana Bottarone (PV)      |
| A.C. Broni                  | Broni (PV)                   |
| A.C. Brugherio              | Brugherio (MI)               |
| A.C. Carugate               | Carugate (MI)                |
| F.C. Casteggio 1898         | Casteggio (PV)               |
| A.C. Cernusco               | Cernusco sul Naviglio (MI)   |
| G.S. Concorezzese           | Concorezzo (MI)              |
| A.C. Crema                  | Crema (CR)                   |
| A.S. Giana Erminio          | Gorgonzola (MI)              |
| Orceana Club Azzurri S.p.a. | Orzinuovi (BS)               |
| A.S. Pizzighettone          | Pizzighettone (CR)           |
| U.S. Quinzano               | Quinzano d'Oglio (BS)        |
| A.S. Sancolombano Calcio    | San Colombano al Lambro (MI) |
| A.P. San Rocco al Porto     | San Rocco al Porto (LO)      |
| A.C. Sant'Angelo S.r.l.     | Sant'Angelo Lodigiano (LO)   |
| U.S. Vigolzone C.M.C.       | Vigolzone (PC)               |

### Classifica finale
|  | Pos. | Squadra              | Pt | G  | V  | N  | P  | GF | GS | DR  |
|  | ---- | -------------------- | -- | -- | -- | -- | -- | -- | -- | --- |
|  | 1.   | Broni                | 42 | 30 | 14 | 14 | 2  | 33 | 13 | +20 |
|  | 2.   | Quinzano             | 41 | 30 | 13 | 13 | 4  | 41 | 19 | +22 |
|  | 3.   | Orceana Club Azzurri | 38 | 30 | 15 | 8  | 7  | 38 | 27 | +11 |
|  | 4.   | Crema                | 33 | 30 | 11 | 11 | 8  | 36 | 26 | +10 |
|  | 4.   | Casteggio            | 33 | 30 | 11 | 11 | 8  | 39 | 31 | +8  |
|  | 4.   | Pizzighettone        | 33 | 30 | 9  | 15 | 6  | 29 | 24 | +5  |
|  | 7.   | Concorezzese         | 32 | 30 | 9  | 14 | 7  | 28 | 31 | -3  |
|  | 8.   | Brugherio            | 31 | 30 | 9  | 13 | 8  | 41 | 34 | +7  |
|  | 9.   | Bressana             | 29 | 30 | 8  | 12 | 10 | 33 | 34 | -1  |
|  | 10.  | Sancolombano         | 27 | 30 | 7  | 13 | 10 | 22 | 27 | -5  |
|  | 11.  | Giana Erminio        | 26 | 30 | 7  | 12 | 11 | 33 | 40 | -7  |
|  | 11.  | Cernusco             | 26 | 30 | 3  | 20 | 7  | 19 | 29 | -10 |
|  | 13.  | Sant'Angelo          | 25 | 30 | 5  | 15 | 10 | 33 | 37 | -4  |
|  | 14.  | Vigolzone            | 24 | 30 | 4  | 17 | 9  | 20 | 33 | -13 |
|  | 15.  | San Rocco al Porto   | 22 | 30 | 7  | 10 | 13 | 28 | 41 | -13 |
|  | 16.  | Carugate             | 18 | 30 | 5  | 8  | 17 | 21 | 48 | -27 |

Legenda:

      Promosso al Campionato Nazionale Dilettanti 1993-1994.
      Retrocesso in Promozione Lombardia 1993-1994.
Note:

Due punti a vittoria, uno a pareggio, zero a sconfitta.